# Mundawad, Mundargi
Mundawad là một làng thuộc tehsil Mundargi, huyện Gadag, bang Karnataka, Ấn Độ.